# Shoushan (Kaohsiung)
Der Shoushan (chinesisch 壽山, Pinyin Shòu Shān, Berg des Langen Lebens), auch Chai Shan (柴山) genannt, ist ein Berg an der südwestlichen Küste der taiwanischen Hafenstadt Kaohsiung. Er ist erdgeschichtlich ein Korallenriff. Lange Zeit militärisches Sperrgebiet, ist der Berg heute ein äußerst beliebtes Ausflugsziel der Einwohner Kaohsiungs, aber auch auswärtiger Besucher, und trägt den Beinamen „die grüne Lunge Kaohsiungs“. 

## Geografie und Klima
Der Shoushan liegt im Kaohsiunger Stadtteil Gushan an der südwestlichen Küste der Stadt, zwischen der Taiwanstraße im Westen und der Innenstadt Kaohsiungs im Osten. Dank dieser Lage bietet sich von mehreren Stellen des Berges eine gute Aussicht auf die Stadt und das Meer. Der Shoushan erstreckt sich über 6 km von Nord nach Süd und über 2 km von West nach Ost, bei einer Höhe von 356 m über dem Meeresspiegel. Am südwestlichen Fuß des Berges befindet sich die Sun-Yat-sen-Universität. Im Süden schließt sich der nördliche Abschnitt des Kaohsiunger Hafens an.
Der Shoushan hat nach der Köppen-Geiger-Klassifikation tropisches Wechselklima (Aw). Heißester Monat ist der August mit einer durchschnittlichen Temperatur von 29,4 Grad. Am kältesten ist es im Januar bei einer Durchschnittstemperatur von 17,5 Grad.

## Name und Geschichte
Die niederländischen Kolonialherren nannten den Berg Anfang des 17. Jahrhunderts aufgrund der dort vorkommenden Makaken den Apenberg (Affenberg), eine Bezeichnung, die sich bis heute in einigen ausländischen Reiseführern erhalten hat. Von den Chinesen wurde der Berg in Anlehnung an den damaligen Namen Kaohsiungs (Takao) der Takao-Berg genannt. Während der japanischen Kolonialzeit wurde der Berg in 壽山, Berg des Langen Lebens (japanisch: Juzan, hochchinesisch Shoushan) umbenannt, zu Ehren des japanischen Kronprinzen und späteren Kaisers Hirohito, der den Ort im Jahr 1923 besucht hatte. Der daneben im Volksmund gebräuchliche Name 柴山 Chai Shan (Brennholzberg) deutet an, dass die Anwohner sich in früheren Zeiten aus dem Bergwald Brennholz beschafften.
Der nördliche Abschnitt des Berges war nach dem Zweiten Weltkrieg aufgrund seiner strategischen Lage an der Küste der Taiwanstraße lange Zeit militärisches Sperrgebiet. Dieser Umstand kam dem Naturschutz zugute, denn im Sperrgebiet konnten sich viele Arten der Flora und Fauna ungestört erhalten. Ab 1989 wurde das Gebiet größtenteils vom Militär geräumt und der Öffentlichkeit zugänglich gemacht. Zum Schutz der Natur wurde im Jahr 1997 der Shou-Shan-Naturpark gegründet. Im Jahr 1998 legte die Stadt Kaohsiung auf dem Berg ein Netz von Wanderwegen an.

## Shoushan-National-Naturpark
Am 1. November 2011 wurde der Shoushan-National-Naturpark (壽山國家自然公園) offiziell gegründet. Der Park umfasst 1123 Hektar und schließt Shoushan, den Banpingshan-Park (半屏山自然公園), den Gueishan (龜山), das Altstadtgebiet des Distrikts Zuoying (左營), das frühere britische Konsulat in Takao (打狗) und den Cihoushan (旗後山) ein.

## Geologie, Flora und Fauna

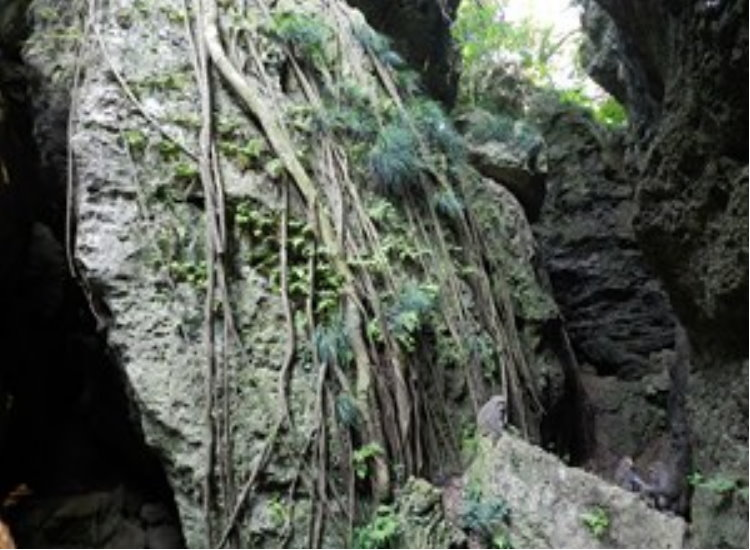
Shoushan-Korallengestein

Vor etwa 1,25 Millionen Jahren war das Gebiet des heutigen Shoushan eine Flachwasser-Region, reich an Korallen, Algen, Foraminiferen und Muscheln. Die Überreste und Versteinerungen dieser Organismen bilden den harten Kalkstein der heutigen Kruste des Shoushan. Infolge mehrerer Erdaktivitäten wurde der Shoushan allmählich aus dem Wasser emporgehoben und erhielt im Lauf der Jahrtausende durch Verwitterung, Erosion, Korrosion, Erdablagerungen und Pflanzenbewuchs seine heutige Gestalt, die von zerklüfteten Felsen, Höhlen,  Schluchten, Tropfstein und Steinsäulen unter dichter Vegetation geprägt ist.
Die reichhaltige Vegetation des Shoushan umfasst einheimische Arten wie die Vitex quinata, die Kleinhovia hospita,  den Papiermaulbeerbaum, die Macaranga, die Taiwan-Akazie, Lagerströmien, Feigenarten, Ehretia und Taro, sowie von außerhalb eingeführte Arten, zum Beispiel Kassien und Flamboyants.

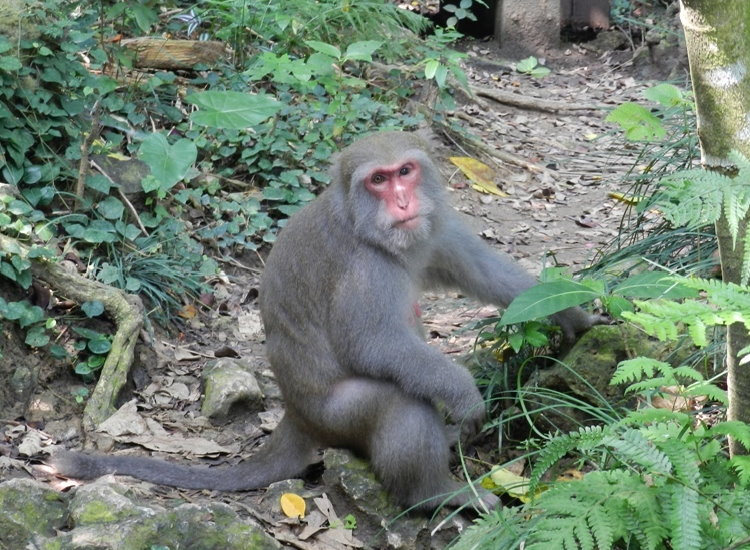
Formosa-Makak

Daneben gibt es eine Vielfalt von Tierarten, von denen einige in Taiwan endemisch sind und unter Naturschutz stehen. Am bekanntesten und auffälligsten sind die Formosa-Makaken, die die Berghänge bevölkern und sich inzwischen so an den Besucherstrom gewöhnt haben, dass sie sich gern den Touristen nähern und um Futter betteln bzw. dieses stehlen. Daneben gibt es eine Fülle scheuerer Wildtiere, wie zum Beispiel das Pallashörnchen, Fledermäuse, Seeschwalben, den Schopfhabicht, das Graubrauen-Bambushuhn, die Gelbkopf-Fruchttaube, den Taiwan-Augenbrauenhäherling und viele andere. Der Shoushan ist auch der Lebensraum einiger Reptilien, wie zum Beispiel der Chinesischen Baumviper, der Rattenschlange oder der Grubenotter, und etlicher Insektenarten, darunter Libellen, Springschrecken, Fangschrecken, Schmetterlinge, Käfer und Ameisen.

## Sehenswürdigkeiten

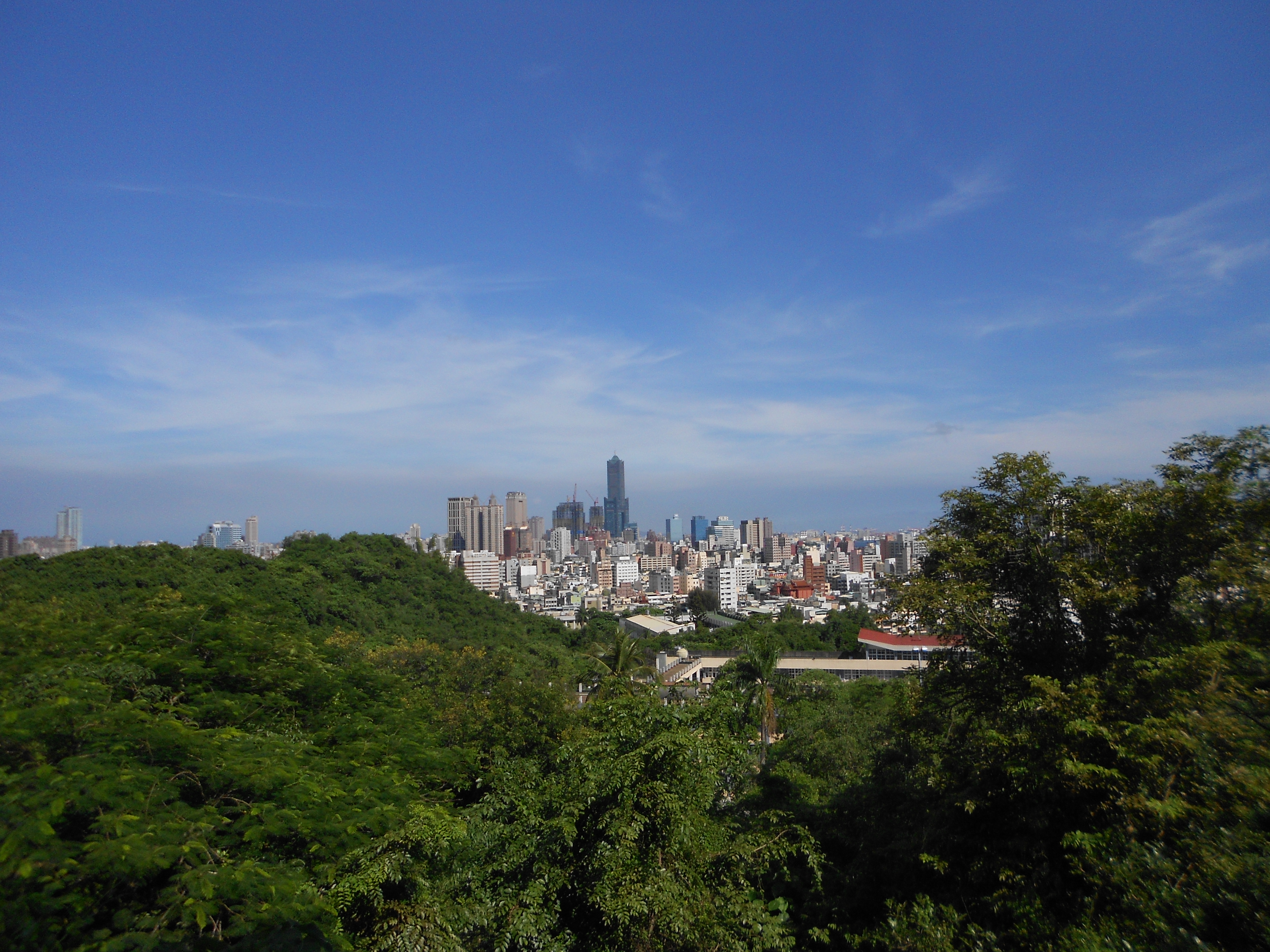
Blick vom Berg auf die Stadt Kaohsiung

Am Fuß und auf den östlichen Hängen des Shoushan gibt es einige Tempel und andere  Sehenswürdigkeiten, wie zum Beispiel den Longchuan-Tempel, den Qianguang-Tempel, den Faxing-Tempel, den Yuanheng-Tempel und den Märtyrerschrein. Das beliebteste Ausflugsziel für Familien ist zweifellos der Shou-Shan-Zoo.
Am südwestlichen Fuß des Berges liegen der Campus der Sun-Yat-sen-Universität und die Bucht Xiziwan, von der aus man die nördliche Einfahrt des Kaohsiunger Hafens und eine Vielzahl von Schiffen aller Art und Größe sowohl aus nächster Nähe als auch in der Ferne beobachten kann. Eine besondere Attraktion der Bucht ist der malerische Sonnenuntergang.
Historische Sehenswürdigkeiten in unmittelbarer Nähe des Shoushan und der Xiziwan-Bucht sind ein aus der Zeit der späten Qing-Dynastie stammendes Geschützrondell und das ehemalige britische Konsulat von Takao, in dem sich heute eine Gaststätte befindet. 